# SMS S 33
SMS S 33 – niemiecki niszczyciel z okresu I wojny światowej, trzecia jednostka typu S 31. Okręt wyposażony był w trzy kotły parowe opalane ropą, a zapas paliwa wynosił 220 ton. Jednostka została zatopiona 3 października 1918 roku nieopodal Helgolandu, trafiona torpedą wystrzeloną z brytyjskiego okrętu podwodnego L10  .